# Andrea Zappa
Andrea Zappa (Giussano, 9 dicembre 1974) è un pilota motociclistico italiano ritiratosi dall'attività agonistica.

## Carriera
Ha corso per due volte nel motomondiale da wild card nel Gran Premio di Imola, nel 1996 con una Aprilia del team Italia e nel 1998 con una Honda del team Polini Inoxmacel. Nel 1997 è pilota titolare nel campionato Europeo dove si classifica al diciannovesimo posto; la stagione successiva è settimo con un podio conquistato al Gran Premio del Portogallo. Nel biennio 2002-2003 è impegnato nella classe 125 del campionato italiano concludendo le stagioni rispettivamente al quarto ed al decimo posto. Nel 2003 inoltre, è decimo nel Campionato Europeo 125 con un piazzamento a podio in stagione. Disputa una sola gara nella Stock1000 nazionale nel 2004 senza ottenere punti. Nel 2005 corre il campionato Europeo Velocità nella classe 250 conquistando cinque punti. Nel 2008 prende parte al Gran Premio di Vallelunga del campionato mondiale Supersport con una Triumph 675 del team Triumph - SC. Nel 2011 ha vinto il trofeo Michelin della Superstock 600 e della Open 600.

## Risultati in gara

### Motomondiale
| 1996 | Classe | Moto    |  |  |  |  |  |  |  |  |  |  |  |    |  |  |  | Punti | Pos. |
| ---- | ------ | ------- |  |  |  |  |  |  |  |  |  |  |  | -- |  |  |  | ----- | ---- |
| 1996 | 125    | Aprilia |  |  |  |  |  |  |  |  |  |  |  | 22 |  |  |  | 0     |      |

| 1998 | Classe | Moto  |  |  |  |  |  |  |  |  |  |  |    |  |  |  |  | Punti | Pos. |
| ---- | ------ | ----- |  |  |  |  |  |  |  |  |  |  | -- |  |  |  |  | ----- | ---- |
| 1998 | 125    | Honda |  |  |  |  |  |  |  |  |  |  | 15 |  |  |  |  | 1     | 34º  |

| Legenda | 1º posto        | 2º posto            | 3º posto            | A punti      | Senza punti        | Grassetto – Pole position Corsivo – Giro più veloce |
| Legenda | Gara non valida | Non qual./Non part. | Ritirato/Non class. | Squalificato | '-' Dato non disp. | Grassetto – Pole position Corsivo – Giro più veloce |

### Campionato mondiale Supersport
| 2008 | Moto    |  |  |  |  |  |  |  |  |  |  |     |  |  | Punti | Pos. |
| ---- | ------- |  |  |  |  |  |  |  |  |  |  | --- |  |  | ----- | ---- |
| 2008 | Triumph |  |  |  |  |  |  |  |  |  |  | Rit |  |  | 0     |      |

| Legenda | 1º posto        | 2º posto            | 3º posto           | A punti      | Senza punti        | Grassetto – Pole position Corsivo – Giro più veloce |
| Legenda | Gara non valida | Non qual./Non part. | Ritirato/Non class | Squalificato | '-' Dato non disp. | Grassetto – Pole position Corsivo – Giro più veloce |